# إنتو ذا بريش
إنتو ذا بريش (بالإنجليزية: Into the Breach)‏، هي لعبة فيديو من تطوير ونشر ستوديو سَبسِت، صدرت اللعبة في متجر ستيم يوم 27 فبراير 2018، وتعمل على منصات مايكروسوفت ويندوز، لينكس وماك أو إس، وتدعم اللغة العربية.

## الموقع الخارجي
- الموقع الرسمي
 (الإنكليزية)